# 8. prosinca
8. prosinca (8. 12.) 342. je dan godine po gregorijanskom kalendaru (343. u prijestupnoj godini).
Do kraja godine imaju još 23 dana.

## Događaji
- 1870. – Papinskom odlukom »Quemadmodum Deus« Pia IX. sv. Josip proglašen zaštitnikom sveopće Katoličke Crkve.[1]
- 1941. – Drugi svjetski rat: Dan nakon napada na Pearl Harbour SAD su proglasile rat Japanu. Isti dan, rat Japanu proglasila je i Kina. Japanci započeli invaziju na Hong Kong.
- 1954. – srpski i hrvatski pisci i jezikoslovci potpisali t.zv. Novosadski dogovor (zaključke) o srpskohrvatskom književnom jeziku, koji je potpisalo 25 jezikoslovaca. Zaključeno je da je narodni jezik Srba, Hrvata i Crnogoraca jedan jezik s dva izgovora i da su oba pisma, ćirilica i latinica, ravnopravna.
- 1955. – Prihvaćena je zastava Europske unije od Vijeća Europe.
- 1956. – Završile su XVI. Olimpijske igre - Melbourne, koje su bile prve održane na južnoj polutki.
- 1972. – Osnovan Kršćanski radnički pokret.
- 1980. – Ubijen je John Lennon,  i gitarist jednog od najpopularnijih glazbenih sastava 20. stoljeća, Beatlesa.

| - 1708. – Franjo I. Stjepan, car Svetog Rimskog Carstva († 1765.) - 1821. – Josip Runjanin, hrvatski skladatelj († 1878.) - 1865. – Jean Sibelius, finski skladatelj († 1957.) - 1886. – Diego Rivera, meksički slikar († 1957.) - 1908. – Ervina Dragman, hrvatska glumica († 1990.) - 1919. – Marijan Oblak, zadarski nadbiskup († 2008.) - 1932. – Biserka Alibegović, hrvatska kazališna, filmska i televizijska glumica († 2017.) - 1937. – Ivo Friščić, hrvatski slikar i likovni umjetnik († 1993.) - 1943. – Jim Morrison, pjevač, legendarni vođa "Doorsa" († 1971.) - 1951. – Denis Kuljiš, hrvatski novinar († 2019.) - 1953. – Kim Basinger, američka glumica - 1964. – Nikola Jerkan, hrvatski nogometaš i reprezentativac - 1964. – Teri Hatcher, američka glumica - 1974. – Julian Rachlin, litavski violinist - 1979. – Mario Mlinarić, hrvatski glumac - 1982. – Nicki Minaj, američka pjevačica - 1988. – Viktorija Kalinina, ruska rukometna vratarka | - 899. – Arnulf Karantanski, kralj Istočne Franačke (Njemačke) i Italije, car Svetog Rimskog Carstva (* 850.) - 1638. – Ivan Gundulić, hrvatski književnik (* 1589.) - 1818. – Johan Gahn, švedski kemičar i otkrivač mangana (* 1745.) - 1903. – Herbert Spencer, britanski filozof i jedan od utemeljitelja sociologije (* 1820.) - 1910. – Paškal Buconjić, biskup mostarsko-duvanjski (* 1834.) - 1918. – Josip Stadler, hrvatski nadbiskup (* 1843.) - 1949. – Melko Čingrija, hrvatski političar (* 1873.) - 1955. – Hermann Weyl, njemački matematičar (* 1885.) - 1984. – Walter Joseph Ciszek, američki misionar (* 1904.) - 1994. – Antônio Carlos Jobim, brazilski skladatelj (* 1927.) - 1978. – Golda Meir, izraelska političarka (* 1898.) - 1980. – John Lennon, član i suosnivač legendarne pop skupine The Beatles (* 1940.) - 2004. – Darrell "Dimebag" Abbott, gitarist i suosnivač heavy metal sastava Pantera (* 1966.) - 2011. – Vinko Cuzzi, hrvatski nogometaš (* 1940.) - 2018. – Milan Sijerković, hrvatski meteorolog (* 1935.) - 2018. – Prerad Detiček, hrvatski kornist i glazbeni pedagog (* 1931.) |

## Blagdani i spomendani
- sveti Eutihijan, papa
- Bezgrešno začeće Blažene Djevice Marije
- Dan grada Lepoglave
- Dan grada Nove Gradiške
- Dan grada Valpova